# Ноннен, Эмили
Эмили Ноннен (швед. Emily Nonnen, 22 февраля 1812 — 19 января 1905) — шведская писательница, переводчица и художница британского происхождения.

## Биография
Эмили Ноннен родилась в Лондоне в 1812 г. Её родителями были промышленник и предприниматель Джон Ноннен и художница Анна Матильда Ноннен. У неё были три сестры (Фанни, Шарлотта, Энн) и брат Эдвард.
В 1819 г. её родители переселились в Швецию, где её дядя по матери Эйбрахам Лорент в Гётеборге был владельцем сахарного завода и некоторых других активов. Там же проживала британская община, с которой семья Нонненов имела тесные связи.
Ноннены жили в Лисеберге. Эмили учила немецкий и французский языки, латынь, математику, живопись, игру на скрипке. Со смертью дяди в 1833 г. положение семьи ухудшилось. Дэвид Карнеги, к которому отошли предприятия Эйбрахама Лорента, оставил сёстрам Ноннен землю в Лисеберге, но теперь им пришлось самостоятельно вести хозяйство, сдавать комнаты в доме внаём и давать уроки.
Эмили продолжила учиться: в Копенгагене в 1838 г. изучала портретную живопись у Мартинуса Рёрбю, и Кристофферсона Эккерсберга.
В 1842 г. Эмили избрали в ассоциацию искусств Гётеборга. В том же году в Стокгольме проходила выставка её картин. Она давала уроки рисования в Гётеборге, вращалась в художественных кругах Стокгольма и Уппсалы. Кроме изобразительного искусства Эмили занималась также литературой: писала книги для детей и молодёжи, но не воспитательного, а развлекательного характера. Она много переводила с английского языка на шведский, в частности, перевела «Алису в Стране чудес» Льюиса Кэррола. В 1865—1866 г. она была редактором детского журнала Talltrasten, где публиковала свои либо переведённые рассказы.
Эмили Ноннен скончалась в 1905 г. и была похоронена в Гётеборге.
Картины Эмили Ноннен выставлены в коллекциях Göteborgs stadsmuseum, Uppsala universitetsbibliotek, Västergötlands museum, Шведской королевской академии наук.